# Dahlem pri Bitburgu
Dahlem je občina v okrožju Bitburg-Prüm v Porenju-Pfalškem. Od 1. julija 2014 je del občine Bitburger Land.

## Geografska lega
Dahlem se nahaja približno 14 kilometrov jugovzhodno od Bitburga na robu Bitburškega pogorja, blizu reke Kyll. Kraj je obdan s kmetijskimi zemljišči. Teitelbach teče zahodno od mesta, Aubach pa južno od Dahlema.
Sosednji mesti sta lokalni skupnosti Sülm na severozahodu in Trimport na jugozahodu, pa tudi – čez Kyll – Auw an der Kyll in Preist na jugovzhodu ter mesto Speicher na severovzhodu.

## Zgodovina
Ime kraja odseva gotsko »dal« (starovisokonemško in srednjevisokonemško: Tal, novonemško: dal, povej) = dolina, torej dom ali hiša v dolini. Po Heinrichu Beyerju je Dahlem prvič omenjen kot »Dalheim« v dokumentu iz leta 783 (darovanje samostanu Echternach). Ime kraja se dosledno piše v dvozložni obliki, čeprav se besedotvorje razlikujejo. Zabeležimo lahko: Dalheim, Dalem villa (893), Dalheim (1258), Dalheim (1317), Dailheim (1326) in Dalheim (1377).
Knappmühle je obstajal med letoma 1750 in 1850 in je danes le še ruševina.
Konec 18. stoletja je Dahlem pripadal Vladnem uradu Welschbillig do razpada volilnega doma Trier. Zavzetje levega brega Rena s strani francoskih revolucionarnih čet je končalo stari red. Kraj je bil del Francoske republike od leta 1798 do 1814 (do 1804) in nato Francoskega cesarstva, dodeljen Mairie Idenheim v kantonu Pfalzel v okrožju Trier v departmaju Saar. Po Napoleonovem porazu je Dahlem na podlagi dogovorov, doseženih na Dunajskem kongresu leta 1815, postal del Kraljevine Prusije. Kraj je zdaj pripadal županstvu Idenheim v okrožju Bitburg upravnega okrožja Trier, ki je leta 1822 postalo del novoustanovljene province Rena.  
Zaradi prve svetovne vojne je bila celotna regija dodeljena francoskemu sektorju zavezniške okupacije Porenja. Županstvo Idenheima je bilo razpuščeno leta 1930 in njegove skupnosti so bile vključene v Vladni urad Bitburg-Land.  Po drugi svetovni vojni je Dahlem postal del takratne novonastale dežele Porenje-Pfalško znotraj francoskega okupacijskega območja.
Kot del teritorialne in upravne reforme Porenje-Pfalško je bil Dahlem vključen v upravno okrožje Porenje-Pfalško z državnim zakonom o upravni poenostavitvi z dne 7. novembra 1970 je bila dodeljena novoustanovljeni občini Bitburg-Land, ki je bila nato vključena 1. julija 2014 je bila vključena v občino Bitburger Land.
Razvoj prebivalstva
Razvoj prebivalstva Dahlem (vrednosti od 1871 do 1987 temeljijo na popisih): 
| Leto | Prebivalci |
| ---- | ---------- |
| 1815 | 137        |
| 1835 | 214        |
| 1871 | 261        |
| 1905 | 225        |
| 1939 | 264        |
| 1950 | 249        |
| 1961 | 251        |

| Leto | Prebivalci |
| ---- | ---------- |
| 1970 | 257        |
| 1987 | 234        |
| 1997 | 235        |
| 2005 | 245        |
| 2011 | 269        |
| 2017 | 274        |
| 2018 | 262        |

### Župan
Ralf Otten se od 17. junija 2019 župan mesta Dahlem.  Na neposrednih volitvah 26. maja 2019 je bil izvoljen z deležem 86,14% glasov.  Na neposrednih volitvah 9. junija 2024 je bil edini kandidat s 76,8% potrdil v svoji pisarni še pet let.
Ottenov predhodnik Rudolf Werwy je bil na položaju od leta 2002 do 2019.  

## Kultura in znamenitosti

### Šport
Dahlem s sosednjimi skupnostmi Sülm, Idenheim in Trimport ustanovi športni klub DJK Eintracht DIST . 
V kraju deluje tudi lokostrelski klub. 

## Promet
Dahlem je povezan z okrožnimi cestami K<span typeof="mw:Entity" id="mwAdc">&nbsp;</span>35 in K<span typeof="mw:Entity" id="mwAdk">&nbsp;</span>36 in se nahaja približno šest kilometrov zahodno od B 50.

## Spletne povezave
- Spletna stran krajevne skupnosti Dahlem
- Krajevna skupnost Dahlem na spletni strani združenja Bitburger Land

## Individualne reference
1. 1 2  »Die Geschichte der Ortsgemeinde Dahlem«. Verbandsgemeinde Bitburger Land. Arhivirano iz prvotnega spletišča dne 23. septembra 2021. Pridobljeno 12. junija 2021. {{navedi splet}}: Neveljaven |url-status=ja (pomoč) Arhivirano 2021-09-23 na Wayback Machine.
2. 1 2  »Standesamtszugehörigkeit der einzelnen Gemeinden« (PDF). Kreisverwaltung des Eifelkreises Bitburg-Prüm. 30. julij 2021. str. 5. Arhivirano iz prvotnega spletišča (PDF) dne 26. junija 2022. Pridobljeno 26. junija 2022. {{navedi splet}}: Neveljaven |url-status=ja (pomoč) Arhivirano 2022-06-26 na Wayback Machine.
3. ↑  »Landesgesetz über die freiwillige Bildung der neuen Verbandsgemeinde Bitburger Land«. Landesrecht Online. juris GmbH – Juristisches Informationssystem für die Bundesrepublik Deutschland. 22. november 2013. Pridobljeno 11. junija 2021.
4. ↑  Statistisches Landesamt Rheinland-Pfalz: Regionaldaten.
5. ↑  »Information aus der Ratssitzung vom 17.06.2019«. Bitburger Landbote, Ausgabe 28/2019. Linus Wittich Medien GmbH. Pridobljeno 12. junija 2021.
6. ↑  Der Landeswahlleiter Rheinland-Pfalz. »Direktwahlen 2019 : siehe Bitburger Land, Verbandsgemeinde, achte Ergebniszeile«. Pridobljeno 12. junija 2021. {{navedi splet}}: line feed character v |title= na mestu 18 (pomoč)
7. ↑  »Dahlem, Ortsbürgermeisterwahl (Gemeinde) 09.06.2024«. Kommunalwahlergebnisse Dahlem. Landeswahlleiter Rheinland-Pfalz. Pridobljeno 27. avgusta 2024.
8. ↑  »Verleihung der Landesehrennadel im Eifelkreis Bitburg-Prüm : Rudolf Werwy«. Kreisnachrichten 05/2014. Kreisverwaltung des Eifelkreises Bitburg-Prüm. 1. februar 2014. Arhivirano iz prvotnega spletišča dne 10. junija 2021. Pridobljeno 12. junija 2021. {{navedi splet}}: Neveljaven |url-status=ja (pomoč); line feed character v |title= na mestu 59 (pomoč) Arhivirano 2021-06-10 na Wayback Machine.
9. ↑  Rudolf Werwy (5. junij 2019). »Bekanntmachung«. Bitburger Landbote, Ausgabe 24/2019. Linus Wittich Medien GmbH. Pridobljeno 12. junija 2021.
10. ↑  Homepage der DJK Eintracht DIST
11. ↑  »Eifel-Bowhunter in Dahlem«. Pridobljeno 27. februarja 2021.